# Operación Radetzky
Operación Radetzky fue el nombre en clave de la acción planeada por un grupo austríaco de opositores al régimen nazi que tuvo por objeto rendir Viena al ejército soviético sin plantar batalla en abril de 1945, ya en los estertores de la Segunda Guerra Mundial. El nombre adoptado fue un homenaje al héroe militar Joseph Radetzky (1766-1858).

## Antecedentes

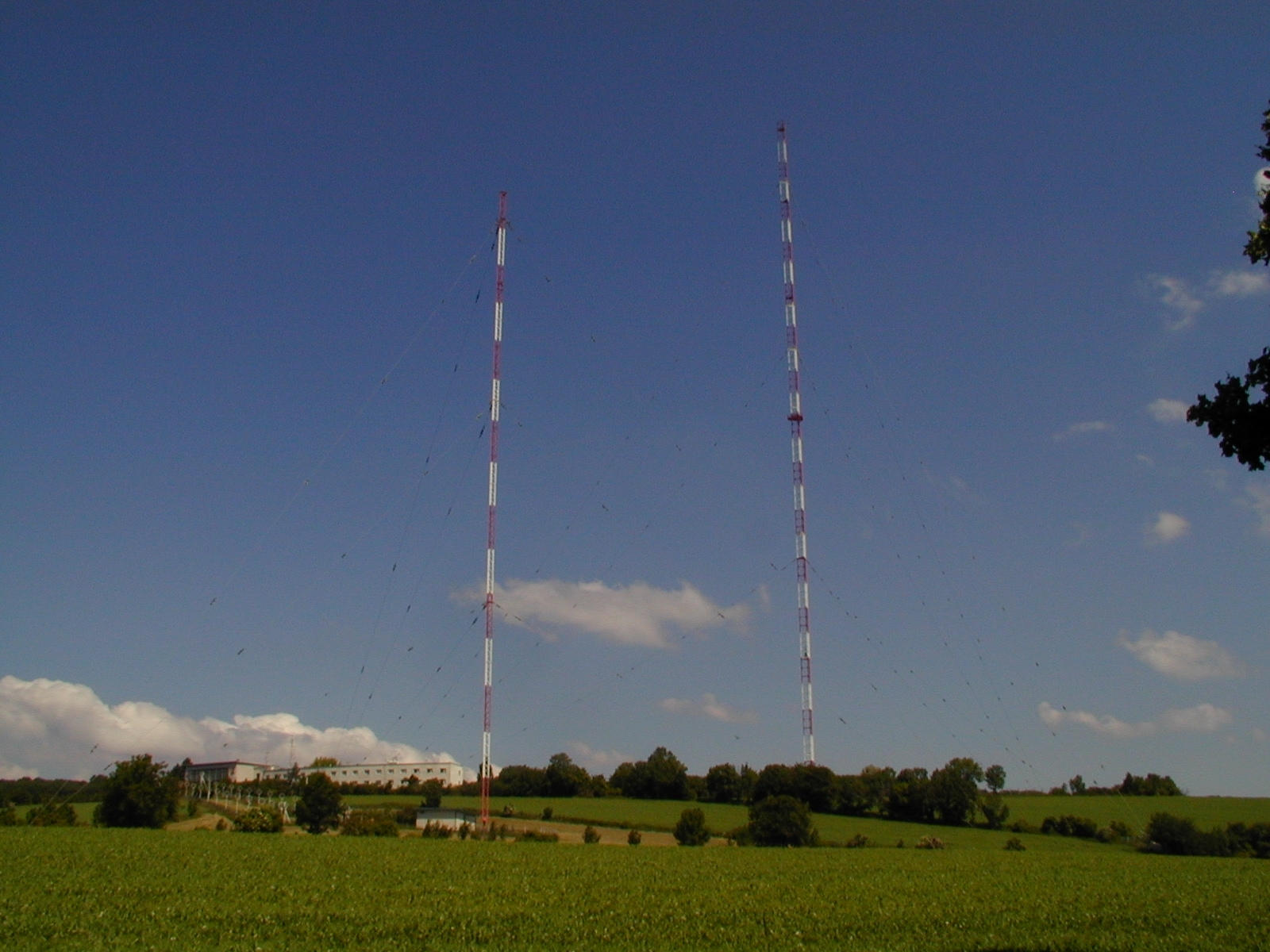
Emisora de Bisamberg

El Ejército Rojo avanzó a través del corredor que se extiende entre el lago Balatón y el Danubio a su paso por Hungría y penetró en el territorio del  Gran Imperio Alemán (Großdeutsches Reich) al que Austria pertenecía desde el Anschluss. El 29 de marzo de 1945 cruzó la frontera en Klostermarienberg y el 6 de abril sus tropas ya ocupaban los alrededores de Viena (véase Ofensiva de Viena).
Adolf Hitler había incluido a la ciudad en la categoría de "zona de especial importancia defensiva" (Verteidigungsbereich). Dicha orden exigía  luchar con todos los medios disponibles hasta el final, independientemente de las pérdidas humanas o materiales que pudieran sufrirse. Antes de que la infraestructura cayera en manos del enemigo, debía ser destruida (Orden Nerón). Específicamente, se preveía el uso de explosivos para destruir estaciones de ferrocarril, trenes, puentes, cajas de señales, tanques de petróleo, instalaciones eléctricas, gasísticas, técnicas y de suministro de alimentos.
Para evitarlo, un grupo de resistencia de la Wehrmacht austríaca se puso en contacto con la dirección del ejército soviético. El jefe del grupo era el mayor Carl Szokoll quien, a pesar de haber participado como hombre de contacto vienés en el atentado contra Hitler del 20 de julio de 1944, consiguió eludir su responsabilidad y fue uno de los pocos conspiradores que se libraron de las represalias que siguieron al intento de asesinato. Después colaboró con el grupo de resistencia O5, y más tarde formó un grupo con oficiales pertenecientes al Wehrkreis XVII (17.º distrito militar) que estaban dispuestos a trabajar contra el régimen.

## Desarrollo

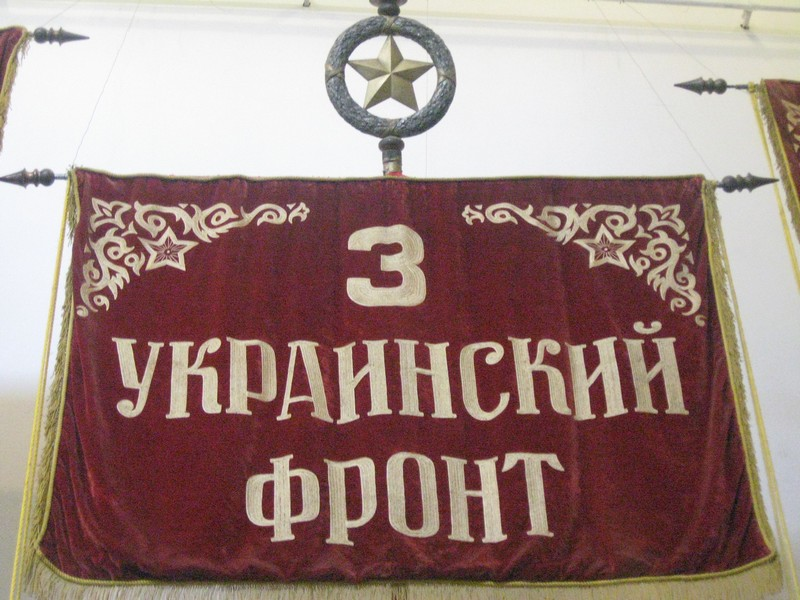
Estandarte del Tercer Frente Ucraniano

El 2 de abril de 1945, el sargento (Oberfeldwebel) Ferdinand Käs y el cabo (Obergefreiter) Johann Reif se pusieron en contacto con el alto mando del Tercer Frente Ucraniano del mariscal Fiódor Tolbujin en Hochwolkersdorf. El alto mando soviético estaba interesado en los planes y recibió información sobre la distribución de las tropas alemanas con el objetivo de abrir una brecha en el círculo defensivo y así allanar el camino hacia Viena. La ciudad debería ser sobrepasada por el oeste, ya que el ataque se esperaba desde el este y se contaba con que hubiera menos resistencia en los distritos occidentales. También se acordó respetar a la población civil lo máximo posible. Al día siguiente del inicio del ataque soviético, el uso de bengalas señalaría el comienzo de la resistencia activa en el interior. 
Poco después de que Käs y Reif hubieran regresado a Viena el 4 de abril, el mayor Karl Biedermann, encargado de la defensa militar de la Gran Viena fue denunciado y arrestado. En el marco de la Operación Radetzky, que ahora había sido parcialmente descubierta, su tarea consistía en asegurar los puentes de la ciudad.
Aun así, en la noche del 5 al 6 de abril la Operación Radetzky comenzó tal como se había planeado. Uno de los primeros objetivos era la toma de la emisora de onda media de Bisamberg, situada en las afueras del norte de la ciudad, pero al estar al tanto el oficial encargado de la estación, la operación tuvo que ser abortada.
Al descubrirse el plan, el capitán Alfred Huth y el teniente Rudolf Raschke fueron detenidos. Estos dos oficiales, junto con el mayor Karl Biedermann, fueron condenados por un tribunal militar de las SS y ahorcados públicamente el día 8 de abril en farolas del distrito de Floridsdorf. Szokoll fue advertido a tiempo, evitó el arresto y huyó al puesto de mando del 9.º Ejército de la Guardia en Purkersdorf, donde notificó a los soviéticos el fracaso de la operación.
A pesar de que se logró evitar la destrucción de la ciudad y de que el rodeo por el oeste (Westumfassung) fue una maniobra militar exitosa, la batalla duró desde el día 6 hasta el 13 de abril de 1945. En esa semana perdieron la vida 19.000 alemanes y 18.000 soviéticos.

## Conmemoración

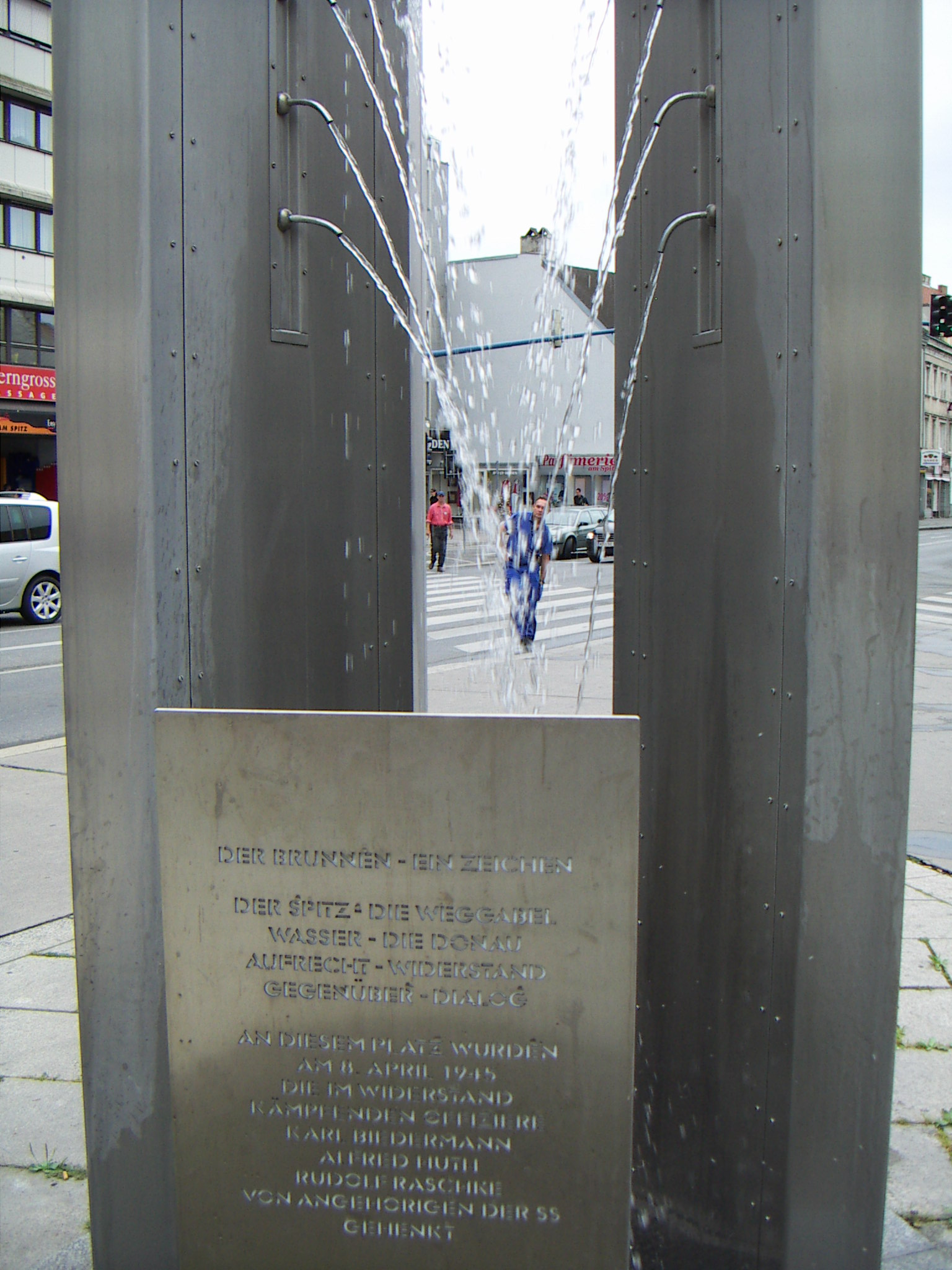
Monumento en Floridsdorf que recuerda la ejecución de Biedermann, Huth y Raschke

Un monumento en la plaza Am Spitz de Floridsdorf, en la confluencia de las calles Brünner y Prager, recuerda desde 1964 la ejecución de los tres luchadores de la resistencia. En 1967, el cuartel "Emperador Francisco José" situado en Penzing, 14.º distrito de Viena,  fue renombrado como cuartel "Biedermann-Huth-Raschke". En Floridsdorf, 21.º distrito, Ferdinand Käs, Rudolf Raschke y Alfred Huth tienen calles dedicadas a su memoria.